# Viaduc du quai de la Rapée
Le viaduc du quai de la Rapée est un pont ferroviaire en courbe situé dans le 12e arrondissement de Paris, en France.

## Situation ferroviaire
Situé au sud-est de la station Quai de la Rapée, il est utilisé par la ligne 5 du métro de Paris. Celle-ci, venant du nord, emprunte à l'air libre le pont-métro Morland, traverse la station Quai de la Rapée, rentre sous terre pour passer sous le pont d'Austerlitz et ressort en plein air pour emprunter une rampe de 40 ‰ se terminant par deux travées métalliques hélicoïdales constituant ce viaduc. Après avoir à cette occasion viré sur la droite de 90 °, la ligne emprunte le viaduc d'Austerlitz qui lui permet de franchir la Seine.

## Galerie

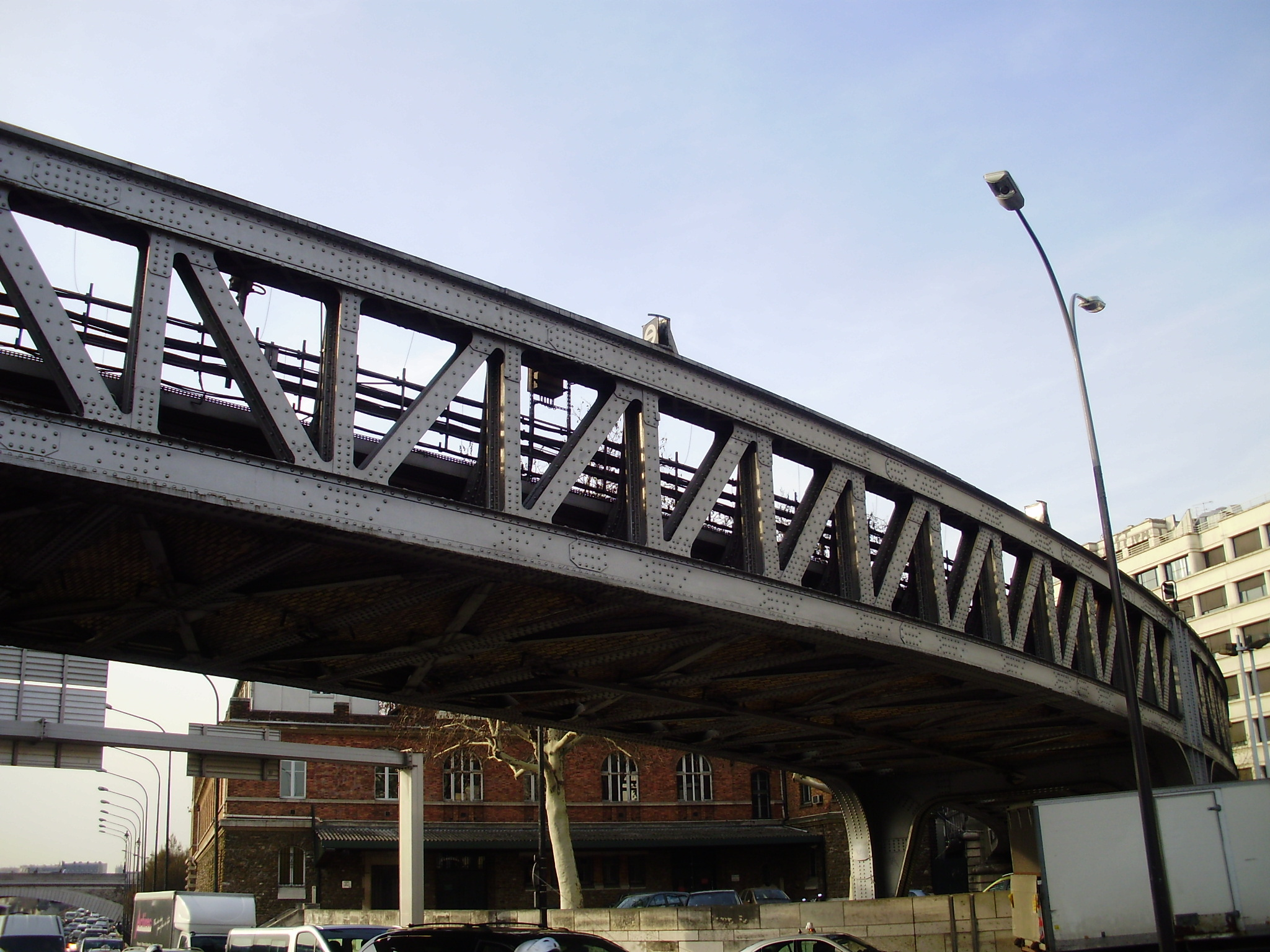
Travée côté Seine
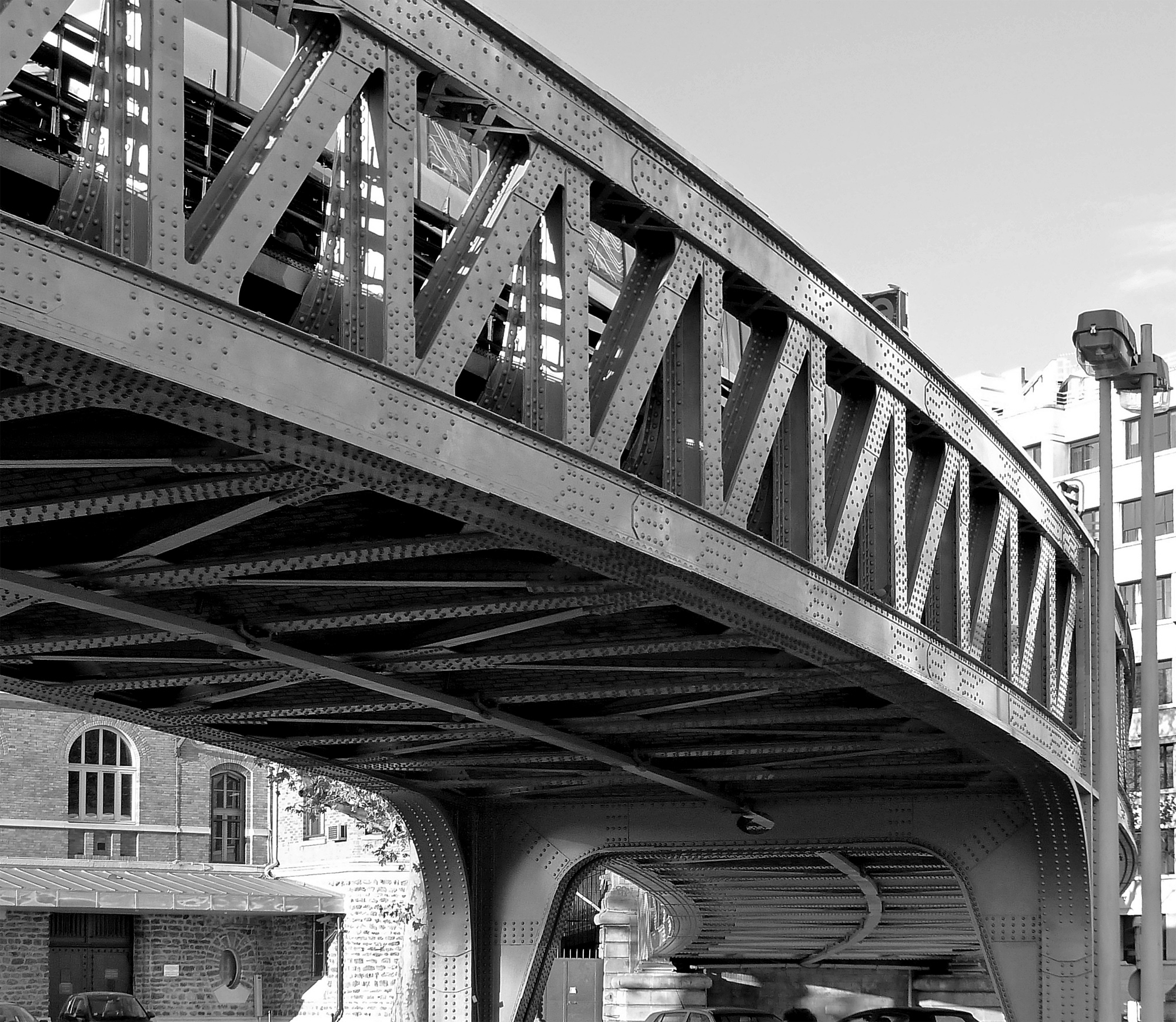
Détail des infra-structures
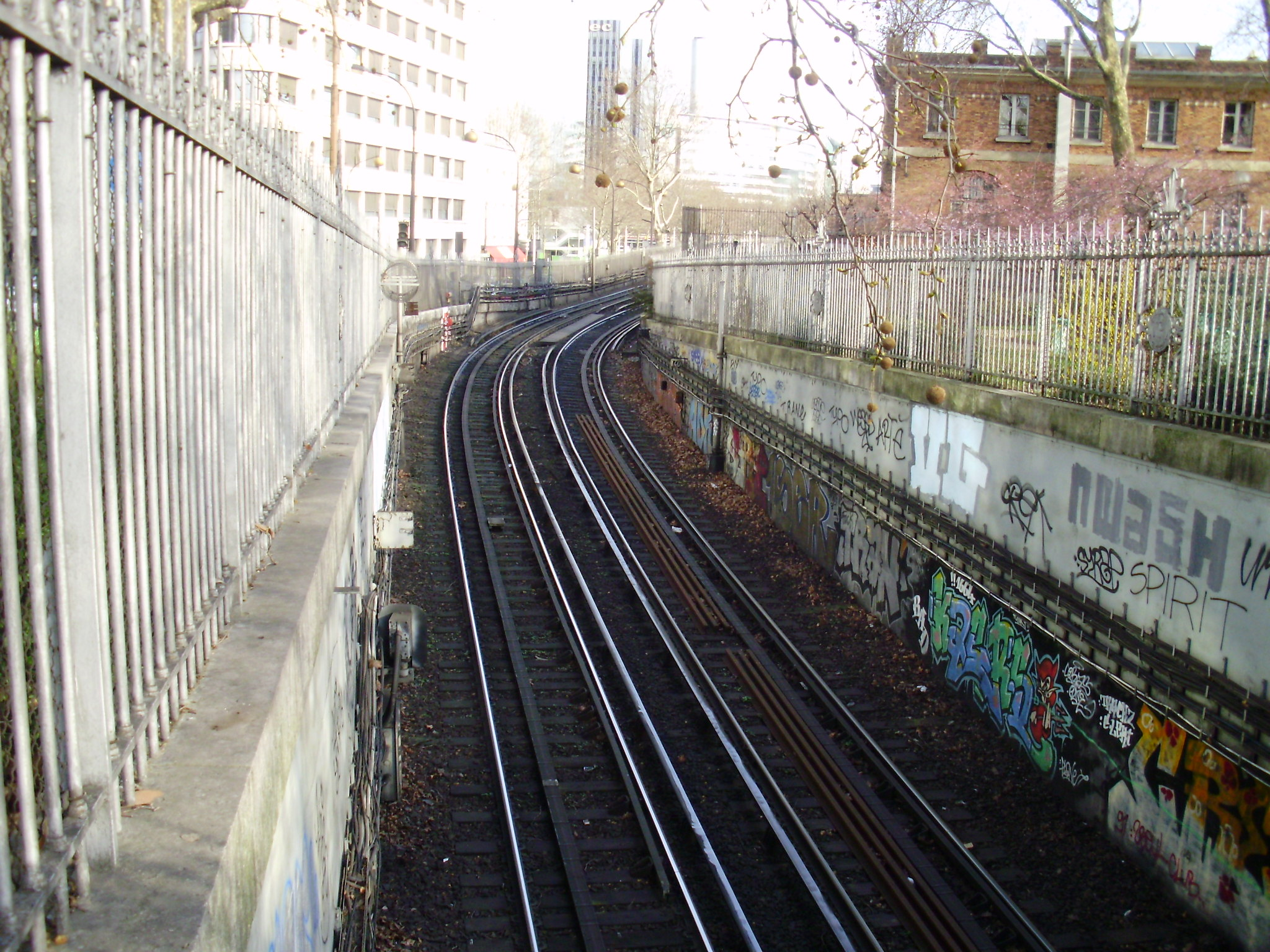
Rampe de la ligne de métro menant au viaduc hélicoïdal du quai de la Rapée